# Arginin
Arginine (ký hiệu là Arg hoặc R)  là một amino acid α được sử dụng trong quá trình sinh tổng hợp protein. Arginine chứa một nhóm α-amino, một nhóm axit α-carboxylic, và một chuỗi bên gồm một chuỗi thẳng 3-carbon kết thúc và bằng một nhóm guanidino. Ở pH sinh lý, gốc carboxyl trong acid bị giảm proton hóa (tức là dạng −COO−), nhóm amin được proton hóa (−NH3+), và nhóm guanidino cũng được proton hóa để tạo ra dạng guanidinium (C-(NH2)2+), điều này khiến arginine một axit mạch thẳng và tích điện. Đây là tiền chất của quá trình sinh tổng hợp nitric oxit. amino acid này được mã hóa bởi các codon CGU, CGC, CGA, CGG, AGA và AGG.
Ở người, arginine được phân loại là amino acid nửa thiết yếu hoặc thiết yếu tùy thuộc vào giai đoạn phát triển và tình trạng sức khỏe của cá nhân. Trẻ sinh non không thể tổng hợp hoặc tạo ra arginine trong cơ thể, khiến cho amino acid này là thiết yếu cho chúng. Hầu hết những người khỏe mạnh không cần phải bổ sung arginine vì nó là một thành phần của tất cả các loại thực phẩm chứa protein  và cũng có thể được tổng hợp trong cơ thể từ glutamine qua trung gian citrulline.

## Chức năng
Arginine đóng một vai trò quan trọng trong phân chia tế bào, chữa lành vết thương, loại bỏ amonia khỏi cơ thể, chức năng miễn dịch, và giải phóng hormone..Arginine cũng là tiền chất cho quá trình tổng hợp nitric oxit  (NO), khiến cho amino acid này quan trọng trong việc điều hòa huyết áp..